# BYD Auto

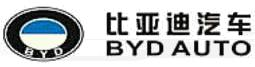
BYD Auto logo used for a badge For Model BYD Flyer.

BYD Auto Company Limited, krátce BYD Auto je čínský výrobce automobilů. Je dceřinou společností čínského nadnárodního výrobce BYD Company, vzniklého v roce 1995, který je obchodován na Hongkongské a Šenčenské burze a sídlí v Šen-čenu. Společnost byla založena v lednu 2003 poté, co BYD Company v roce 2002 převzala společnost Qinchuan Automobile Company. Automobilka produkuje osobní automobily, autobusy, nákladní automobily, elektrická jízdní kola, lanovky, vysokozdvižné vozíky a dobíjecí baterie. Současná modelová řada automobilů zahrnuje bateriové elektromobily (BEV) a plug-in hybridní elektromobily (PHEV), do března 2022 společnost vyráběla také vozidla s benzinovým motorem. V roce 2023 předběhla v meziročním srovnání prodaných kusů elektromobilů společnost Tesla. Stejně tak pokračovala i na konci roku, kdy za poslední kvartál prodala přes půl miliónu vozů, zatímco Tesla půl miliónovou hranici nepřekonala. BYD navíc prodá 9 z 10 elektrických aut v Číně.

## Historie

### Expanze do Evropy
První evropskou zemí, kam začal vývoz vozů BYD bylo v roce 2021 Norsko. Do této země s významným trhem pro státem zvýhodňované elektromobily se začal dovážet model Tang.
Po zhruba ročním zkoumání státních dotací v Číně uvalila Evropská komise v roce 2024 dodatečná antidumpingová cla na všechny dovážené čínské elektromobily. Společnost BYD začala však už v roce 2023 budovat první čínskou továrnu na elektromobily v maďarském městě Széged. Výroba má naběhnout koncem roku 2025 s modely Atto 3 a Dolphin.

## Modely

### Současné modely
- BYD Dolphin
- BYD Qin
- BYD Seagull
- BYD Song
- BYD Yuan Plus (Atto 3)

### Elektroauta
- Atto 3
- Tang
- Hen

### Historické modely
Nejmenším autem byl BYD Flyer, na délku měřil 3,60 metru.

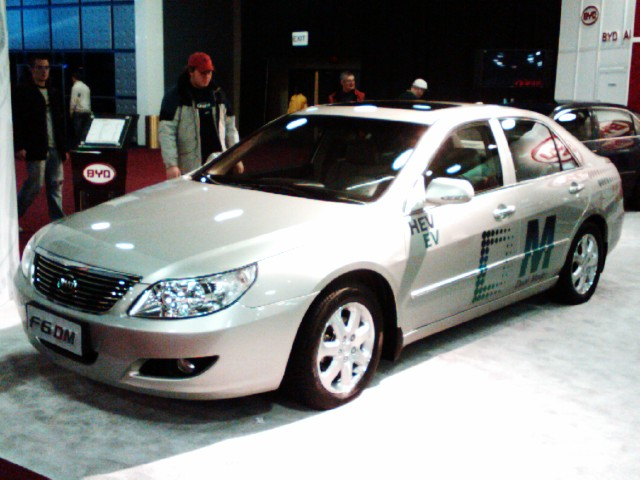
BYD F0
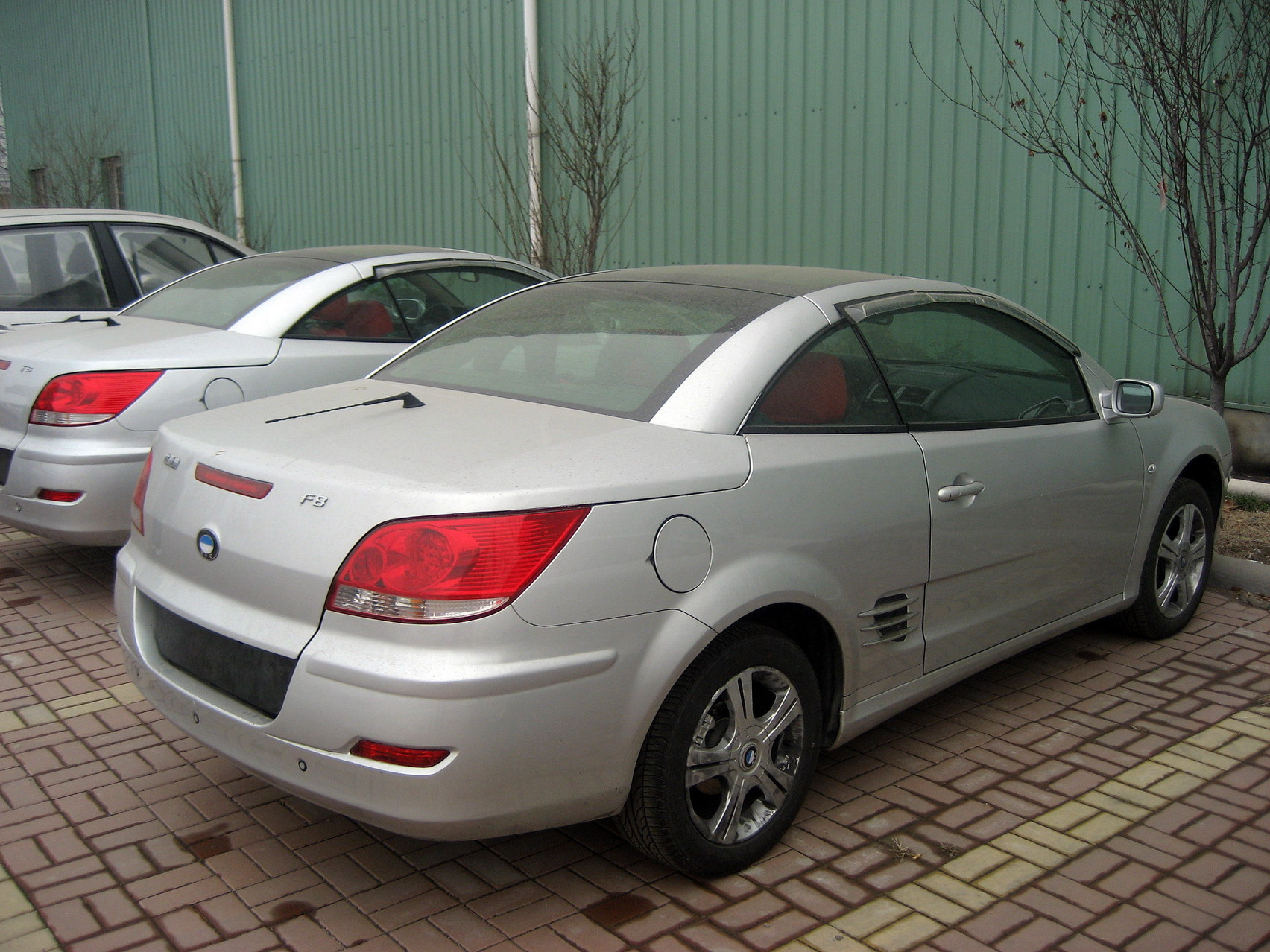
BYD Flyer
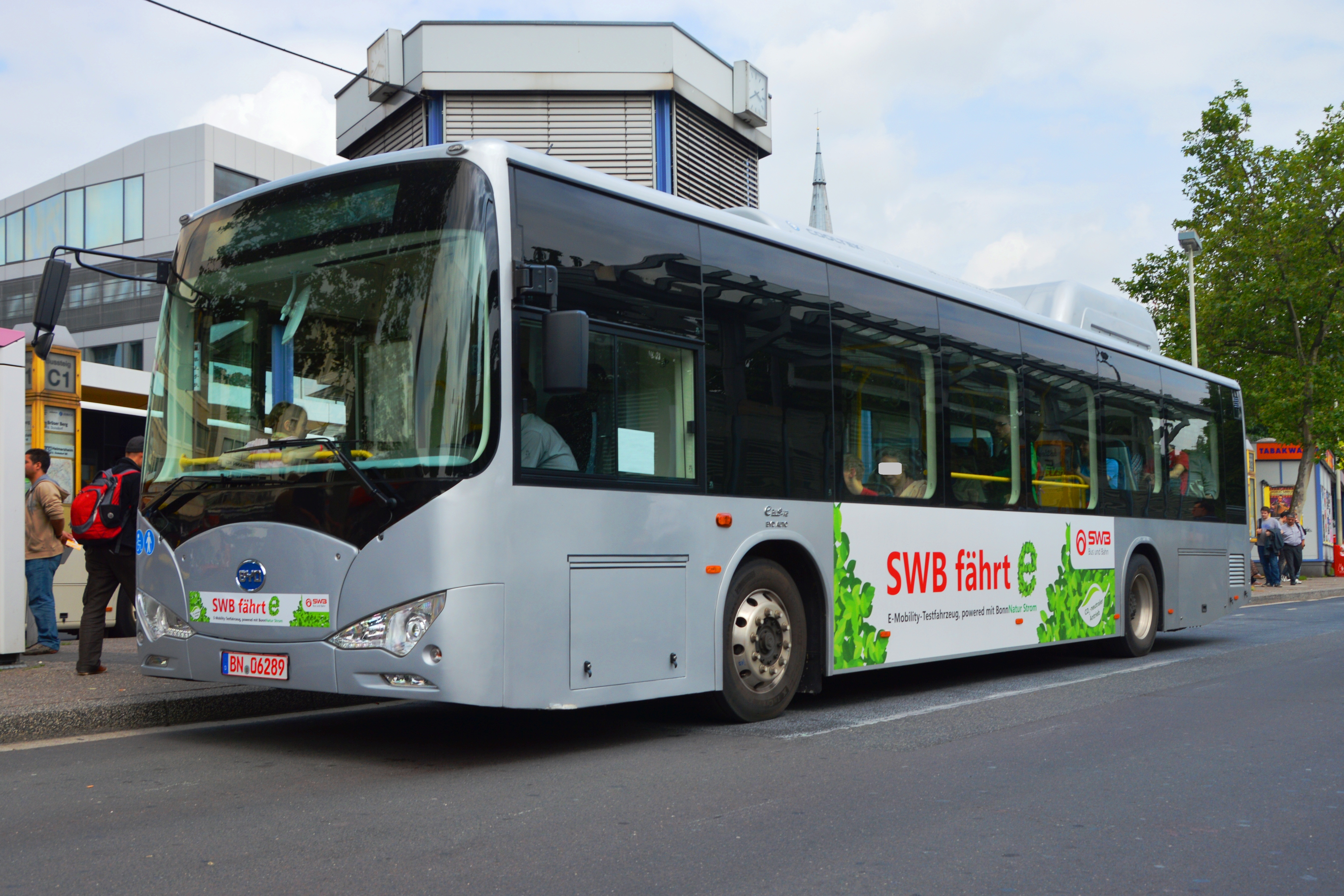
BYD F3
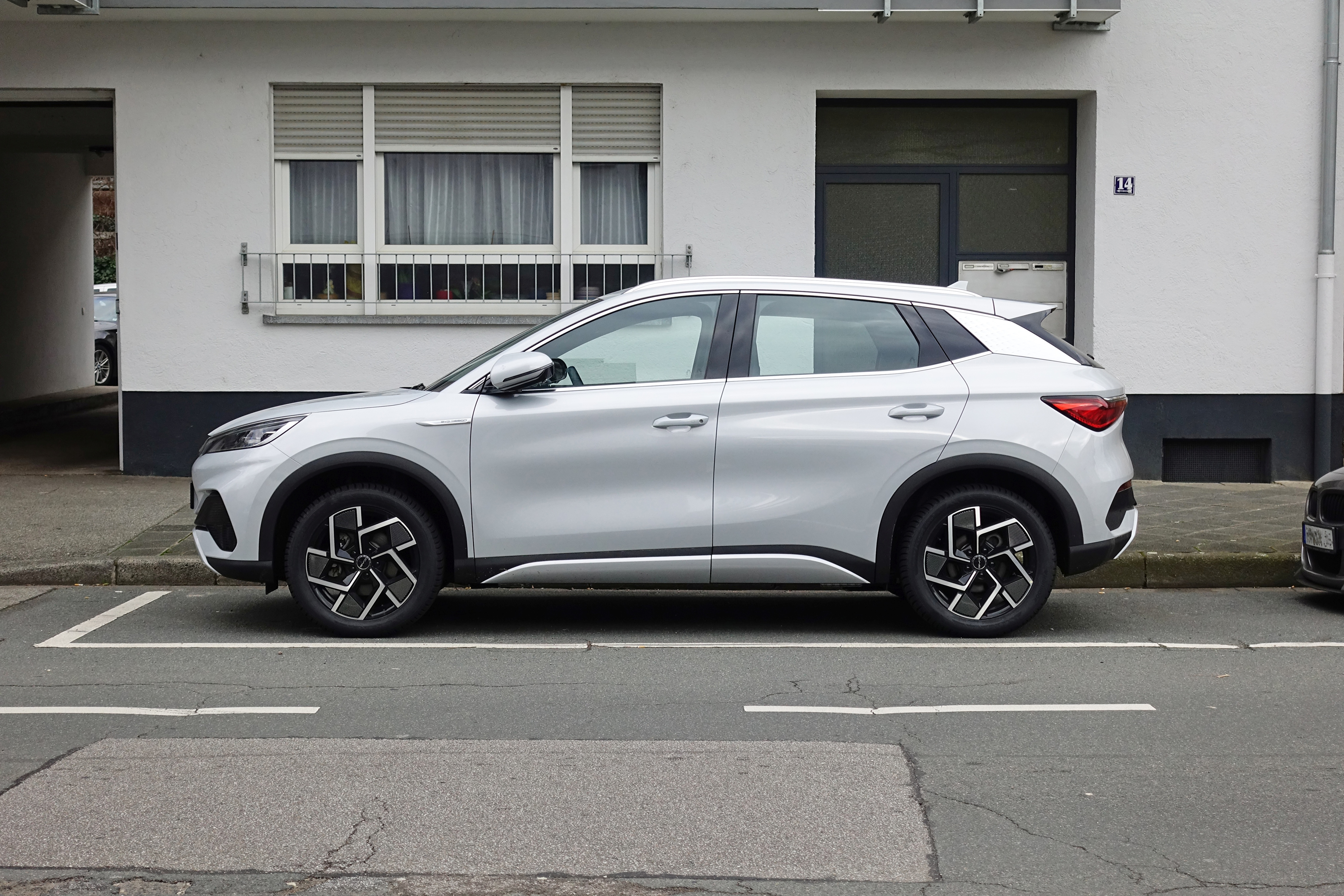
atto 3

- BYD F3-R
- BYD F6
- BYD F8

- BYD F6
- BYD F8
- BYD ebus
- atto 3